# Dindori (Distrikt)
Dindori ist ein Distrikt im indischen Bundesstaat Madhya Pradesh. Verwaltungssitz ist die gleichnamige Stadt Dindori.

## Geografie
Der Distrikt liegt im Osten des Bundesstaats Madhya Pradesh an der Grenze zum Bundesstaat Chhattisgarh. Er grenzt im Norden an den Distrikt Umaria, im Nordosten an den Distrikt Anuppur, im Südosten und Süden an den Bundesstaat Chhattisgarh, im Südwesten an den Distrikt Mandla sowie im Westen an den Distrikt Jabalpur.
Geografisch zerfällt der Distrikt in Bergland und Tiefebenen. Das Bergland gehört zur Maikal Range. Der Fluss Narmada durchquert den Distrikt von Ost nach West. Ein weiterer bedeutender Fluss ist der Karmer, der streckenweise die Distriktsgrenze bildet. Die Regenmenge unterliegt starken Schwankungen. Aber rund 90 % fallen während der sommerlichen Monsunzeit (zweite Juniwoche bis Ende September). In den Monaten Juli bis September ist die Luftfeuchtigkeit sehr hoch. Am wärmsten ist es in den Monaten April bis Juni. Die Waldgebiete im Südosten und Osten des Distrikts sind kleiner als in vielen Nachbargebieten.

## Geschichte
Die abgelegene Region war oft nur nominell abhängig von den wechselnden Reichen in Nordindien. Sie wurde vom 6. Jahrhundert bis ins 18. Jahrhundert von Fürsten aus dem Volk der Gond geführt. Im 16. Jahrhundert kam es zu Auseinandersetzungen mit dem Mogulreich. Das Fürstentum verlor zahlreiche Gebiete ans Mogulreich, zahlte aber die meiste Zeit nur einen Tribut. Es wurde mehrfach von dynastischen Kriegen der Führer der Gond heimgesucht. Im 18. Jahrhundert geriet die Region unter Druck der Marathen und gehörte ab 1784 zum Marathenreich. Als Teil des heutigen Distrikts Mandla kam es im Jahr 1818 unter die Herrschaft der Britischen Ostindien-Kompanie. Nach dem indischen Aufstand im Jahr 1857 kam das Gebiet bis 1947 unter direkte britische Herrschaft. Es wurde Teil der Jubbulpore (Jabalpur) Division der Verwaltungsregion Central Provinces. Nach der Unabhängigkeit wurde es wie das gesamte Gebiet Teil von Madhya Pradesh. Am 22. Mai 1998 spaltete sich der heutige Distrikt Dindori vom Distrikt Mandla ab.  

## Bevölkerung

### Einwohnerentwicklung
In den ersten Jahrzehnten des 20. Jahrhunderts wuchs die Bevölkerung bereits stark an. Trotz Seuchen, Krankheiten und Hungersnöten. Seit der Unabhängigkeit Indiens hat sich die Bevölkerungszunahme beschleunigt. Seit 1951 war in den jeweils zehn Jahren zwischen den einzelnen Volkszählungen ein sehr starkes Wachstum zu verzeichnen. Während die Bevölkerung in der ersten Hälfte des 20. Jahrhunderts um rund 72 % zunahm, betrug das Wachstum in den fünfzig Jahren zwischen 1961 und 2011 167 %. Die Bevölkerungszunahme zwischen 2001 und 2011 lag bei 21,32 % oder rund 124.000 Menschen. Offizielle Bevölkerungsstatistiken der heutigen Gebiete sind seit 1901 bekannt und veröffentlicht.
| Jahr      | 1901    | 1911    | 1921    | 1931    | 1941    | 1951    | 1961    | 1971    | 1981    | 1991    |
| Einwohner | 111.229 | 141.572 | 135.008 | 155.732 | 176.280 | 191.316 | 263.940 | 333.704 | 409.677 | 511.849 |

### Bedeutende Orte
Im Distrikt gibt es mit Dindori (21.323 Einwohner) und Shahpura (10.995 Einwohner) nur zwei Orte, die als Städte (towns und census towns) gelten. Deshalb ist der Anteil der städtischer Bevölkerung im Distrikt sehr gering. Denn nur 32.318 der 704.524 Einwohner oder 4,59 % leben in städtischen Gebieten.:

### Volksgruppen
In Indien teilt man die Bevölkerung in die drei Kategorien general population, scheduled castes und scheduled tribes ein. Die scheduled castes (anerkannte Kasten) mit (2011) 39.782 Menschen (5,65 Prozent der Bevölkerung) werden heutzutage Dalit genannt (früher auch abschätzig Unberührbare betitelt). Die scheduled tribes sind die anerkannten Stammesgemeinschaften mit (2011) 455.789 Menschen (64,69 Prozent der Bevölkerung), die sich selber als Adivasi bezeichnen. Zu ihnen gehören in Madhya Pradesh 46 Volksgruppen. Mehr als 5000 Angehörige zählen die Gond (349.992 Personen oder 49,68 % der Distriktsbevölkerung), Baiga (42.109 Personen oder 5,98 % der Distriktsbevölkerung), Kol (33.175 Personen oder 4,71 % der Distriktsbevölkerung) und Pardhan (13.261 Personen oder 1,88 % der Distriktsbevölkerung).

## Wirtschaft
Der Distrikt Dindori gehört nach offizieller Statistik zu den 250 rückständigsten Distrikten Indiens. Er ist in sehr hohem Maße landwirtschaftlich geprägt. An Rohstoffen werden Bauxit, Kohle, Eisenerz und Kalkstein gefördert.
In der Landwirtschaft werden hauptsächlich Weizen, Reis, Mais, Lorbeerbäume, Sojabohnen und Sorghumhirse angebaut. Hinzu kommt die Viehhaltung mit hunderttausenden von Tieren (meist Rinder, Büffel, Ziegen und Schafe).

## Verwaltungsgliederung
Der Distrikt Dindori besteht aus den drei Verwaltungsbezirken (Tehsils oder Subdivisions) Bajag, Dindori und Shahpura. Er besteht aus 12 Städten und 1799 bewohnten Dörfern mit 12 Stadtverwaltungen und 704 Dorfverwaltungen.

## Verkehr
Der Distrikt war bis vor kurzer Zeit schlecht erschlossen. Es gibt keinen Schienenweg im Distrikt. Neu sind die überregionalen Straßenverbindungen National Highway 45 (von Nordwest nach Südosten) und National Highway 543 (von West nach Ost).